# Акжар (Целиноградский район)
Акжар (каз. Ақжар, до 2023 года — Приречное) — село в Целиноградском районе Акмолинской области Казахстана. Административный центр Акжарского сельского округа. Код КАТО — 116663100.

## География
Село расположено на берегу реки Силеты, в северо-восточной части района, на расстоянии примерно 84 километров (по прямой) к северо-востоку от административного центра района — села Акмол.
Абсолютная высота — 300 метров над уровнем моря.
Климат холодно-умеренный, с хорошей влажностью. Среднегодовая температура воздуха положительная и составляет около +4,0 °C. Среднемесячная температура воздуха в июле достигает +20,2 °C. Среднемесячная температура января составляет около −14,7 °C. Среднегодовое количество осадков составляет около 400 мм. Основная часть осадков выпадает в период с июня по август.
Ближайшие населённые пункты: село Опан — на западе, село Софиевка — на юго-западе, село Жабай — на юге.
Близ села проходит автодорога республиканского значения — Р-4 «Астана — Ерейментау — Шидерты».

## Население
В 1989 году население села составляло 1143 человек (из них русские — 41 %).

В 1999 году население села составляло 1056 человек (523 мужчины и 533 женщины). По данным переписи 2009 года, в селе проживали 1202 человека (603 мужчины и 599 женщин).
| Численность населения | Численность населения | Численность населения |
| 1989                  | 1999                  | 2009                  |
| --------------------- | --------------------- | --------------------- |
| 1143                  | ↘1056                 | ↗1202                 |